# Golden Globe-díj a legjobb animációs filmnek
A legjobb animációs filmnek járó Golden Globe-díjat (angolul Golden Globe Award for Best Animated Feature Film) első alkalommal 2007-ben, a 64. Golden Globe-gálán osztották ki.
Az animációs filmek 2007 előtt a legjobb filmek között, főleg a legjobb filmmusical vagy vígjáték kategóriában szerepeltek. A kezdetekben a többi kategória öt-öt jelölésével szemben mindössze három animációs film volt jelölhető. 2010 óta a szabály a következő:
- alapesetben öt alkotást lehet jelölni;
- amennyiben tizenkettőnél kevesebb alkotásból lehetne csak választani, a jelöltek számát háromra korlátozzák;
- az animációs filmeknek legalább 70 percesnek kell lenniük, és mindössze 25%-ban tartalmazhatnak élő felvételt.[2]

A Golden Globe-díj szabályai szerint az angol nyelvű filmek csupán egy kategóriában indíthatók, ezért a legjobb animációs film kategóriában jelölt, alapvetően angol nyelvű párbeszédet tartalmazó alkotás nem vehet részt a legjobb drámai filmért, illetve a legjobb vígjátékért vagy zenés filmért folyó versenyben. Ugyanakkor a legjobb idegen nyelvű film kategóriában jelölt filmek jogosultak a legjobb animációs film kategóriában való versenyzésre.

## Győztesek és jelöltek
Az "Év" oszlopban szereplő évszám az értékelt filmek bemutatási évére utal. A zárójelben megadott díjátadót – ahol ezen animációs filmek közül győztest hirdettek – a következő évben tartották meg.
- – Oscar-nyertes film ugyanebben a kategóriában.
- – Oscarra jelölt film ugyanebben a kategóriában.

### 2000-es évek
| Év                        | Magyar cím                        | Eredeti cím                     | Jelölt                                                                                          | Stúdió                                                                                      |
| 2006 (64. gála)           |                                   |                                 |                                                                                                 |                                                                                             |
| ------------------------- | --------------------------------- | ------------------------------- | ----------------------------------------------------------------------------------------------- | ------------------------------------------------------------------------------------------- |
| 2006 (64. gála)           | Verdák                            | Cars                            | John Lasseter                                                                                   | Walt Disney Pictures, Pixar Animation Studios                                               |
| 2006 (64. gála)           | Rém rom                           | Monster House                   | Gil Kenan                                                                                       | ImageMovers, Amblin Entertainment, Relativity Media                                         |
| 2006 (64. gála)           | Táncoló talpak                    | Happy Feet                      | George Miller                                                                                   | Village Roadshow Pictures, Animal Logic, Kennedy Miller Productions, Warner Animation Group |
| 2007 (65. gála)           |                                   |                                 |                                                                                                 |                                                                                             |
| L’ecsó                    | Ratatouille                       | Brad Bird                       | Walt Disney Pictures, Pixar Animation Studios                                                   |                                                                                             |
| Mézengúz                  | Bee Movie                         | Simon J. Smith és Steve Hickner | DreamWorks Animation                                                                            |                                                                                             |
| A Simpson család – A film | The Simpsons Movie                | David Silverman                 | 20th Century Animation, Gracie Films                                                            |                                                                                             |
| 2008 (66. gála)           |                                   |                                 |                                                                                                 |                                                                                             |
| WALL·E                    | WALL-E                            | Andrew Stanton                  | Walt Disney Pictures, Pixar Animation Studios                                                   |                                                                                             |
| Kung Fu Panda             | Kung Fu Panda                     | Mark Osborne és John Stevenson  | DreamWorks Animation                                                                            |                                                                                             |
| Volt                      | Bolt                              | Chris Williams és Byron Howard  | Walt Disney Pictures, Walt Disney Animation Studios                                             |                                                                                             |
| 2009 (67. gála)           |                                   |                                 |                                                                                                 |                                                                                             |
| Fel                       | Up                                | Pete Docter                     | Walt Disney Pictures, Pixar Animation Studios                                                   |                                                                                             |
| Coraline és a titkos ajtó | Coraline                          | Henry Selick                    | Laika, Pandemonium, Focus Features                                                              |                                                                                             |
| Derült égből fasírt       | Cloudy with a Chance of Meatballs | Phil Lord és Christopher Miller | Sony Pictures Animation                                                                         |                                                                                             |
| A fantasztikus Róka úr    | Fantastic Mr. Fox                 | Wes Anderson                    | 20th Century Fox Animation, American Empirical Pictures, Regency Enterprises, Indian Paintbrush |                                                                                             |
| A hercegnő és a béka      | The Princess and the Frog         | Ron Clements és John Musker     | Walt Disney Pictures, Walt Disney Animation Studios                                             |                                                                                             |

### 2010-es évek
| Év                                            | Magyar cím                                      | Eredeti cím                                                       | Jelölt | Stúdió                                              |
| 2010 (68. gála)                               |                                                 |                                                                   | |                                                     |
| --------------------------------------------- | ----------------------------------------------- | ----------------------------------------------------------------- | --- | --------------------------------------------------- |
| 2010 (68. gála)                               | Toy Story 3.                                    | Toy Story 3                                                       | Lee Unkrich | Walt Disney Pictures, Pixar Animation Studios       |
| 2010 (68. gála)                               | Aranyhaj és a nagy gubanc                       | Tangled                                                           | Nathan Greno és Byron Howard                                                                                          | Walt Disney Pictures, Walt Disney Animation Studios |
| 2010 (68. gála)                               | Gru                                             | Despicable Me                                                     | Pierre Coffin és Chris Renaud                                                                                         | Illumination Entertainment                          |
| 2010 (68. gála)                               | Így neveld a sárkányodat                        | How to Train Your Dragon                                          | Chris Sanders és Dean DeBlois                                                                                         | DreamWorks Animation                                |
| 2010 (68. gála)                               | Az illuzionista                                 | The Illusionist                                                   | Sylvain Chomet | Pathé, Django Films                                 |
| 2011 (69. gála)                               |                                                 |                                                                   | |                                                     |
| Tintin kalandjai                              | The Adventures of Tintin                        | Steven Spielberg                                                  | Nickelodeon Movies, Amblin Entertainment, WingNut Films, The Kennedy/Marshall Company, Weta Digital, Hemisphere Media |                                                     |
| Csizmás, a kandúr                             | Puss in Boots                                   | Chris Miller                                                      | DreamWorks Animation                                                                                                  |                                                     |
| Karácsony Artúr                               | Arthur Christmas                                | Sarah Smith                                                       | Aardman Animations, Sony Pictures Animation                                                                           |                                                     |
| Rango                                         | Rango                                           | Gore Verbinski                                                    | Nickelodeon Movies, GK Films, Industrial Light & Magic                                                                |                                                     |
| Verdák 2.                                     | Cars 2                                          | John Lasseter                                                     | Walt Disney Pictures, Pixar Animation Studios                                                                         |                                                     |
| 2012 (70. gála)                               |                                                 |                                                                   | |                                                     |
| Merida, a bátor                               | Brave                                           | Mark Andrews és Brenda Chapman                                    | Walt Disney Pictures, Pixar Animation Studios                                                                         |                                                     |
| Frankenweenie – Ebcsont beforr                | Frankenweenie                                   | Tim Burton                                                        | Walt Disney Pictures, Tim Burton Productions                                                                          |                                                     |
| Hotel Transylvania – Ahol a szörnyek lazulnak | Hotel Transylvania                              | Genndy Tartakovsky                                                | Sony Pictures Animation                                                                                               |                                                     |
| Az öt legenda                                 | Rise of the Guardians                           | Peter Ramsey                                                      | DreamWorks Animation                                                                                                  |                                                     |
| Rontó Ralph                                   | Wreck-It Ralph                                  | Rich Moore                                                        | Walt Disney Pictures, Walt Disney Animation Studios                                                                   |                                                     |
| 2013 (71. gála)                               |                                                 |                                                                   | |                                                     |
| Jégvarázs                                     | Frozen                                          | Chris Buck és Jennifer Lee                                        | Walt Disney Pictures, Walt Disney Animation Studios                                                                   |                                                     |
| Croodék                                       | The Croods                                      | Kirk DeMicco és Chris Sanders                                     | DreamWorks Animation                                                                                                  |                                                     |
| Gru 2.                                        | Despicable Me 2                                 | Pierre Coffin és Chris Renaud                                     | Illumination Entertainment                                                                                            |                                                     |
| 2014 (72. gála)                               |                                                 |                                                                   | |                                                     |
| Így neveld a sárkányodat 2.                   | How to Train Your Dragon 2                      | Dean DeBlois                                                      | DreamWorks Animation                                                                                                  |                                                     |
| Doboztrollok                                  | The Boxtrolls                                   | Graham Annable és Anthony Stacchi                                 | Laika, Focus Features                                                                                                 |                                                     |
| Az élet könyve                                | The Book of Life                                | Jorge Gutierrez                                                   | Reel FX Creative Studios, 20th Century Fox Animation                                                                  |                                                     |
| Hős6os                                        | Big Hero 6                                      | Don Hall és Chris Williams                                        | Walt Disney Pictures, Walt Disney Animation Studios                                                                   |                                                     |
| A Lego-kaland                                 | The Lego Movie                                  | Phil Lord és Christopher Miller                                   | Village Roadshow Pictures, Lego System A/S, Vertigo Entertainment, Lin Pictures, Animal Logic, Warner Animation Group |                                                     |
| 2015 (73. gála)                               |                                                 |                                                                   | |                                                     |
| Agymanók                                      | Inside Out                                      | Pete Docter                                                       | Walt Disney Pictures, Pixar Animation Studios                                                                         |                                                     |
| Anomalisa                                     | Anomalisa                                       | Duke Johnson és Charlie Kaufman                                   | Starburns Industries, Snoot Films, Paramount Animation                                                                |                                                     |
| Dínó tesó                                     | The Good Dinosaur                               | Peter Sohn                                                        | Walt Disney Pictures, Pixar Animation Studios                                                                         |                                                     |
| Shaun, a bárány – A film                      | Shaun the Sheep Movie                           | Mark Burton és Richard Starzak                                    | Aardman Animations |                                                     |
| Snoopy és Charlie Brown – A Peanuts film      | The Peanuts Movie                               | Steve Martino                                                     | Blue Sky Studios, Twentieth Century Fox Animation; Peanuts Worldwide, Feigco Entertainment                            |                                                     |
| 2016 (74. gála)                               |                                                 |                                                                   | |                                                     |
| Zootropolis – Állati nagy balhé               | Byron Howard, Rich Moore                        | Walt Disney Pictures, Walt Disney Animation Studios               | Walt Disney Studios Motion Pictures                                                                                   |                                                     |
| Életem Cukkiniként                            | Claude Barras                                   | Rhône-Alpes Studios                                               | Gebeka Pictures |                                                     |
| Énekelj!                                      | Garth Jennings                                  | Illumination Entertainment                                        | Universal Pictures |                                                     |
| Kubo és a varázshúrok                         | Travis Knight                                   | Laika                                                             | Focus Features |                                                     |
| Vaiana                                        | Ron Clements, John Musker                       | Walt Disney Pictures, Walt Disney Animation Studios               | Walt Disney Studios Motion Pictures                                                                                   |                                                     |
| 2017 (75. gála)                               |                                                 |                                                                   | |                                                     |
| Coco                                          | Lee Unkrich, Adrian Molina                      | Pixar Animation Studios, Walt Disney Pictures                     | Walt Disney Studios Motion Pictures                                                                                   |                                                     |
| Ferdinánd                                     | Carlos Saldanha                                 | Blue Sky Studios, Twentieth Century Fox Animation                 | 20th Century Fox |                                                     |
| Loving Vincent                                | Dorota Kobiela, Hugh Welchman                   | BreakThru Productions, Trademark Films                            | Odra Film |                                                     |
| Bébi úr                                       | Tom McGrath                                     | DreamWorks Animation                                              | 20th Century Fox |                                                     |
| A kenyérkereső                                | Nora Twomey                                     | Aircraft Pictures, Cartoon Saloon                                 | Gkids |                                                     |
| 2018 (76. gála)                               |                                                 |                                                                   | |                                                     |
| Pókember: Irány a Pókverzum!                  | Bob Persichetti, Peter Ramsey és Rodney Rothman | Columbia Pictures, Sony Pictures Animation, Marvel Entertainment  | Sony Pictures Releasing                                                                                               |                                                     |
| A Hihetetlen család 2.                        | Brad Bird                                       | Walt Disney Pictures, Pixar Animation Studios                     | Walt Disney Studios Motion Pictures                                                                                   |                                                     |
| Kutyák szigete                                | Wes Anderson                                    | Studio Babelsberg, Indian Paintbrush, American Empirical Pictures | Fox Searchlight Pictures                                                                                              |                                                     |
| Mirai – Lány a jövőből                        | Hoszoda Mamoru                                  | Studio Chizu                                                      | Toho, GKIDS |                                                     |
| Ralph lezúzza a netet                         | Rich Moore és Phil Johnston                     | Walt Disney Pictures, Walt Disney Animation Studios               | Walt Disney Studios Motion Pictures                                                                                   |                                                     |
| 2019 (77. gála)                               |                                                 |                                                                   | |                                                     |
| A hiányzó láncszem                            | Chris Butler                                    | Annapurna Pictures, Laika                                         | United Artists Releasing                                                                                              |                                                     |
| Jégvarázs 2.                                  | Chric Buck és Jennifer Lee                      | Walt Disney Pictures, Walt Disney Animation Studios               | Walt Disney Studios Motion Pictures                                                                                   |                                                     |
| Így neveld a sárkányodat 3.                   | Dean DeBlois                                    | DreamWorks Animation                                              | Universal Pictures |                                                     |
| Az oroszlánkirály                             | Jon Favreau                                     | Walt Disney Pictures, Fairview Entertainment                      | Walt Disney Studios Motion Pictures                                                                                   |                                                     |
| Toy Story 4.                                  | Josh Cooley                                     | Walt Disney Pictures, Pixar Animation Studios                     | Walt Disney Studios Motion Pictures                                                                                   |                                                     |

### 2020-as évek
| Év                                     | Film                                                  | Jelölt                                                                                            | Stúdió                                                                   | Forgalmazó                                |
| 2020 (78. gála)                        |                                                       |                                                                                                   |                                                                          |                                           |
| -------------------------------------- | ----------------------------------------------------- | ------------------------------------------------------------------------------------------------- | ------------------------------------------------------------------------ | ----------------------------------------- |
| 2020 (78. gála)                        | Lelki ismeretek                                       | Pete Docter                                                                                       | Walt Disney Pictures, Pixar Animation Studios                            | Walt Disney Studios Motion Pictures       |
| 2020 (78. gála)                        | Croodék: Egy új kor                                   | Joel Crawford                                                                                     | DreamWorks Animation                                                     | Universal Pictures                        |
| 2020 (78. gála)                        | Előre                                                 | Dan Scanlon                                                                                       | Walt Disney Pictures, Pixar Animation Studios                            | Walt Disney Studios Motion Pictures       |
| 2020 (78. gála)                        | Lunaria – Kaland a Holdon                             | Glen Keane                                                                                        | Netflix, Pearl Studio ,Sony Pictures, Imageworks, Glen Keane Productions | Netflix                                   |
| 2020 (78. gála)                        | Farkasok népe                                         | Tomm Moore, Ross Stewart                                                                          | Cartoon Saloon, Mélusine                                                 | Wildcard, Apple Inc./GKIDS, Haut et Court |
| 2021 (79. gála)                        |                                                       |                                                                                                   |                                                                          |                                           |
| Encanto                                | Jared Bush, Byron Howard                              | Walt Disney Pictures, Walt Disney Animation Studios                                               | Walt Disney Studios Motion Pictures                                      |                                           |
| Luca                                   | Enrico Casarosa                                       | Walt Disney Pictures, Pixar Animation Studios                                                     | Walt Disney Studios Motion Pictures                                      |                                           |
| Menekülés                              | Jonas Poher Rasmussen                                 | Vice Studios atb.                                                                                 | Neon, Participant                                                        |                                           |
| Napocskám, Maad                        | Michaela Pavlátová                                    | Negativ Film, Sacrebleu Productions                                                               |                                                                          |                                           |
| Raya és az utolsó sárkány              | Don Hall, Carlos López Estrada                        | Walt Disney Pictures, Walt Disney Animation Studios                                               | Walt Disney Studios Motion Pictures                                      |                                           |
| 2022 (80. gála)                        |                                                       |                                                                                                   |                                                                          |                                           |
| Pinokkió                               | Guillermo del Toro és Mark Gustafson                  | Netflix Animation, Double Dare You!, ShadowMachine, The Jim Henson Company, Taller del Chucho     | Netflix                                                                  |                                           |
| Csizmás, a kandúr: Az utolsó kívánság  | Joel Crawford                                         | DreamWorks Animation                                                                              | Universal Pictures                                                       |                                           |
| Inu-Oh                                 | Masaaki Yuasa                                         | Science Saru                                                                                      | Asmik Ace, Aniplex                                                       |                                           |
| Marcel, a lábbelis csiga               | Dean Fleischer Camp                                   | Cinereach, You Want I Should LLC., Human Woman Inc., Sunbeam TV & Films, Chiodo Bros. Productions | A24                                                                      |                                           |
| Pirula Panda                           | Domee Shi                                             | Walt Disney Pictures, Pixar Animation Studios                                                     | Walt Disney Studios Motion Pictures                                      |                                           |
| 2023 (81. gála)                        |                                                       |                                                                                                   |                                                                          |                                           |
| A fiú és a szürke gém                  | Mijazaki Hajao                                        | Studio Ghilbi                                                                                     | Toho                                                                     |                                           |
| Elemi                                  | Peter Sohn                                            | Walt Disney Pictures, Pixar Animation Studios                                                     | Walt Disney Studios Motion Pictures                                      |                                           |
| Pókember: A pókverzumon át             | Joaquim Dos Santos, Justin K. Thompson és Kemp Powers | Columbia Pictures, Sony Pictures Animation, Marvel Entertainment                                  | Sony Pictures Releasing                                                  |                                           |
| Super Mario Bros.: A film              | Aaron Horvath és Michael Jelenic                      | Universal Pictures, Illumination, Nintendo                                                        | Universal Pictures                                                       |                                           |
| Suzume                                 | Makoto Shinkai                                        | CoMix Wave Films, Studio, Inc.                                                                    | Toho                                                                     |                                           |
| Kívánság                               | Chris Buck és Fawn Veerasunthorn                      | Walt Disney Pictures, Walt Disney Animation Studios                                               | Walt Disney Studios Motion Pictures                                      |                                           |
| 2024 (82. gála)                        |                                                       |                                                                                                   |                                                                          |                                           |
| Áradás                                 | Gints Zilbalodis                                      | Janus Films                                                                                       | UFO Distributions                                                        |                                           |
| Agymanók 2.                            | Kelsey Mann                                           | Walt Disney Pictures, Pixar Animation Studios                                                     | Walt Disney Studios Motion Pictures                                      |                                           |
| Egy csiga emlékiratai                  | Adam Elliot                                           | IFC Films                                                                                         | Madman Entertainment                                                     |                                           |
| Vaiana 2.                              | David Derrick Jr.                                     | Walt Disney Pictures, Walt Disney Animation Studios                                               | Walt Disney Studios Motion Pictures                                      |                                           |
| Wallace és Gromit: A szárnyas bosszúja | Nick Park és Merlin Crossingham                       | Aardman Animations, Netflix                                                                       | Netflix                                                                  |                                           |
| A vad robot                            | Chris Sanders                                         | DreamWorks Animation                                                                              | Universal Pictures                                                       |                                           |